# SC Wiener Neustadt
SC Wiener Neustadt je rakouský fotbalový klub hrající 1. Bundesligu. Klub byl založen 19. května 2008 přestěhováním klubu SC Schwanenstadt do Dolního Rakouska a změnou názvu SC Wiener Neustadt. Rok založení je i ve znaku klubu (SC Wiener Neustadt 08).

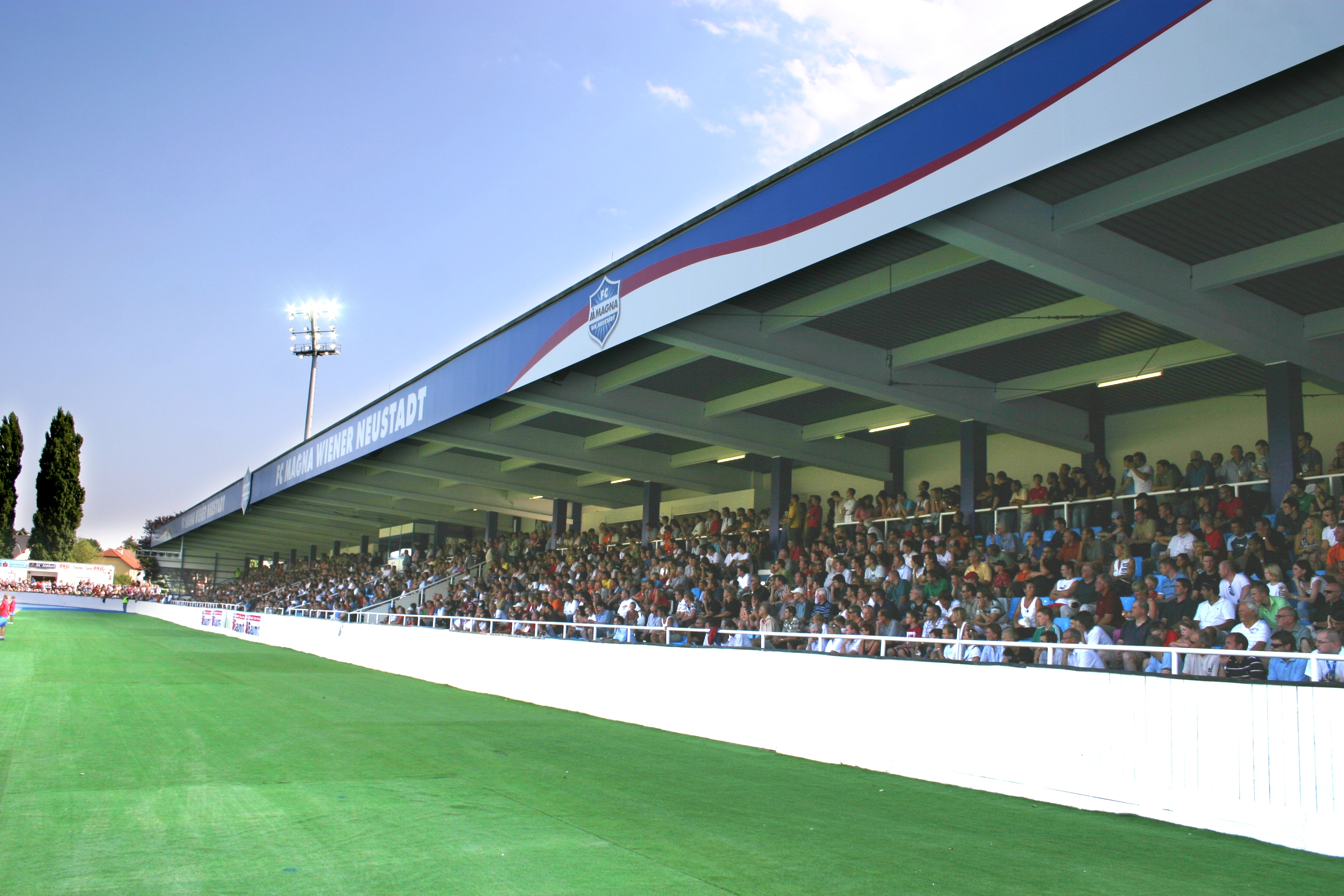